# ぜっぴん!!
『ぜっぴん!!』は、2008年4月4日から2010年3月26日まで奈良テレビで毎週金曜日の21:00 - 21:55 (JST) に放送されていた情報・バラエティー番組である（2009年4月10日から最終回までは『ぜっぴん!!+』（ぜっぴん・プラス）のタイトルで放送）。

## 概要
奈良県内のグルメ情報や街の観光スポットなど、様々な奈良の「絶品」な情報を毎週55分間にわたって放送していた。
2008年4月4日に、2年間にわたって放送された情報番組『気になる時間』の後継番組としてスタート。前番組が「教養バラエティー」を掲げた硬派路線だったのに対し、本番組は松竹芸能所属のお笑い芸人やタレントを複数起用するなど、バラエティー色の強い番組だった。
2009年4月10日から番組の全面的なリニューアルを実施。出演者のほとんどを入れ替えたほか、番組タイトルも『ぜっぴん!!+』（ぜっぴん・プラス）に改められた。
2009年9月25日に、番組開始からMCを務めてきた小島が東京進出に伴い本番組を降板。同年10月2日からは番組開始からリポーターを務めてきたたいぞうが小島の後任としてメインMCに昇格した。また、たいぞうのメインMC昇格を機に本番組は生放送から収録放送に移行された。奈良テレビが制作する金曜夜9時台の地域情報番組が収録放送になったのは本番組が初めてである。
前述のように出演者を入れ替えるなどのリニューアルを短期間のうちに繰り返したものの、2010年3月26日に最終回を迎え、前番組同様にわずか2年で放送を終了した。その後、奈良テレビは『ならフライデー9』がスタートする2016年4月15日までの約6年間、『ざっくばらん』から本番組まで長年にわたって放送し続けた金曜夜9時台の地域情報番組の制作から撤退していた。

## 出演者

### ぜっぴん!!

#### MC
- 小島弘章（オーケイ）
- 大浦理子

#### リポーター
- ボルトボルズ
- 宮本優紀
- たいぞう

### ぜっぴん!!+

#### MC（ぜっぴん!!+）
- 小島弘章（オーケイ、2009年4月10日 - 2009年9月25日）
- たいぞう（2009年10月2日 - 2010年3月26日）
  - 2009年9月までは「たいぞうのええ日記」リポーター、メインMC昇格後はMCとリポーターを兼務
- 岩崎絵美

#### コーナー担当
- 石原耕 （「情報マーケット」）

#### リポーター（ぜっぴん!!+）
- プリンセス金魚
- 宮坂美帆
- 宮下ジェイミー静

## 放送時間
- 毎週金曜日 21:00 - 21:55（55分間）
  - 番組開始から2009年9月25日までは生放送。同年10月2日から最終回までは収録放送。